# Hathiagor-Höhlenkloster

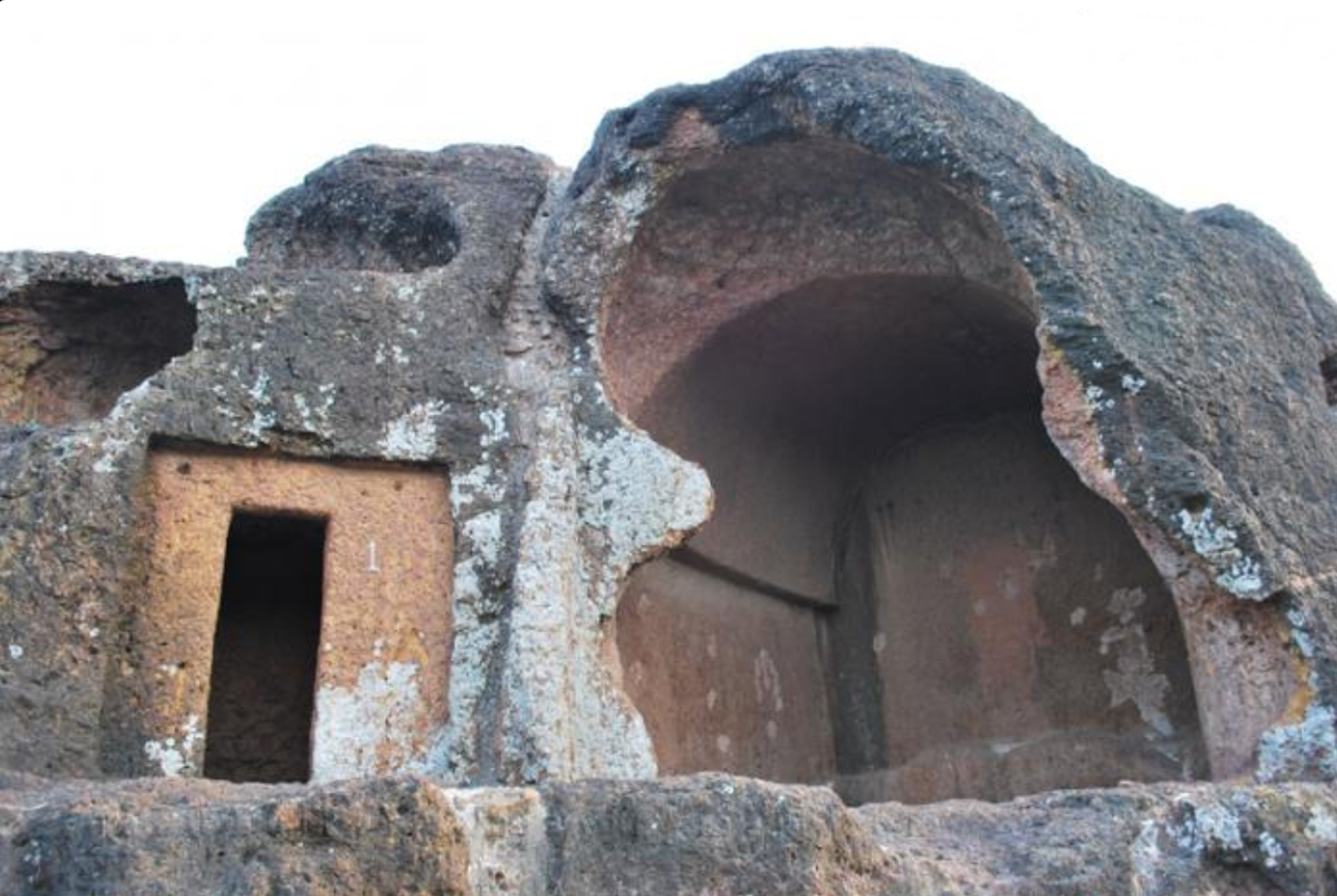
Hathiagor-Höhlenkloster

Das Hathiagor- oder Hathiagar-Höhlenkloster ist ein buddhistisches Höhlenkloster im Distrikt Jhalawar im Südosten des indischen Bundesstaats Rajasthan.

## Lage
Das Hathiagor-Höhlenkloster befindet sich auf einer felsigen Anhöhe (Hathiagor-ki-Pahadi) beim Dorf Pagariya (ca. 13 km nördlich des Kolvi-Höhlenklosters) im südöstlichen Zipfel Rajasthans nahe der Grenze zum Bundesstaat Madhya Pradesh in einer Höhe von ca. 450 m. Die nächstgelegene größere Stadt ist Bhawani Mandi (ca. 35 km nördlich), wo sich auch ein Bahnhof befindet.

## Geschichte
Das nur aus ca. 5 Teilen bestehende Hathiagor-Höhlenkloster vermittelt – wie die nahegelegenen Anlagen von Kolvi und Binnayaga auch – den Eindruck einer kleinen regionalen Mönchs- und Pilgerstätte, mit deren Bau im 2. oder 3. Jahrhundert begonnen worden sein dürfte; im 8. oder 9. Jahrhundert (vielleicht auch schon früher) wurde die komplette Anlage aufgegeben.

## Höhlen
Der hier natürlich anstehende Stein wird als Laterit bezeichnet; er ist porös und zeigt starke Verwitterungsspuren. Das religiös-kultische Zentrum der Anlage ist eine kleine gewölbte Chaitya-Halle; daneben erhebt sich ein kleinerer Stupa. Einige halbverfallene Wohnhöhlen (viharas) der einst hier lebenden Mönche sind ebenfalls noch zu sehen.